# 10e Depot-Bataljon, Drost-kamp I
Het 10e Depot Bataljon, ook bekend als het Drost-kamp I in Malang, was tijdens de Japanse bezetting van Nederlands-Indië in de periode van 14 maart 1942 tot 25 december 1942 een interneringskamp. Dit kamp lag ongeveer 1 km ten oosten van het  station. Het kamp was ondergebracht in houten barakken en bijgebouwen van een nieuw gebouwd militair kampement. Het was omheind met prikkeldraad. Op 25 december 1942 zijn de resterende krijgsgevangenen overgebracht naar het 8e Bataljon, Drost-kamp II.